# Humularia minima
Humularia minima là một loài thực vật có hoa trong họ Đậu. Loài này được (Hutch.) P.A.Duvign. miêu tả khoa học đầu tiên.